# Borophagus
Borophagus (Griechisch: boros – gefräßig, phago – essen) ist eine ausgestorbene Gattung aus der Familie der Hunde (Canidae). Sie ist namensgebend für die Unterfamilie der Borophaginae und war zeitlebens auf Nordamerika beschränkt.

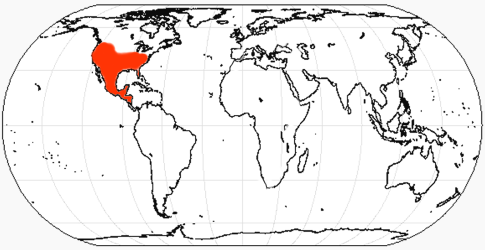
Verbreitungsgebiet von Borophagus

Borophagus erreichte ein Körpergewicht von etwa 20–40 kg und ähnelte einer Hyäne. Allerdings fehlte die für heutige Hyänen typische abfallende Rückenlinie. Die Gattung repräsentiert das letzte Mitglied der Borophaginae, einer besonderen Unterfamilie der Hunde. Borophagus dürfte sich wohl aus Epicyon entwickelt haben und tauchte erstmals im mittleren Miozän vor etwa 12 Millionen Jahren im Westen des nordamerikanischen Kontinents auf. Noch stärker als bei Epicyon waren die 4. unteren Prämolaren entwickelt, was zu einem extremen Brechscherengebiss führte. Beide Gattungen dürften, ähnlich wie die heutigen großen Hyänen an das Aufbrechen von großen Knochen angepasst gewesen sein. Als weitere Anpassung an diese Nische war der Unterkiefer dieser Formen extrem kräftig und die Stirn stark gewölbt. Spätestens seit dem oberen Miozän vor etwa 9 Millionen Jahren war Borophagus weit über den gesamten Kontinent verbreitet. Die letzte Art der Gattung war Borophagus diversidens. Diese erreichte eine Schulterhöhe von etwa 60 cm. Erst am Beginn des Pleistozän vor rund 2 Millionen Jahren verschwand der große Hund und mit ihm die Unterfamilie der Borophaginae. Die letzten Vertreter der Gattung mussten mit der schlanken Hyäne Chasmaporthetes konkurrieren, die im Pliozän aus Eurasien nach Nordamerika eingewandert war. Die Nische der großen Hunde wurde allerdings im Verlauf des Pleistozän von Arten der Gattung Canis besetzt. Die Vertreter der Gattung Canis waren zu Zeiten von Borophagus alle noch relativ klein, bis mit Canis armbrusteri vor rund 1,5 Millionen Jahren erstmals eine wolfsgroße Form der Gattung im Fossilbericht Nordamerikas auftrat. Aus dieser Art entwickelte sich im mittleren Pleistozän der gewaltige Aenocyon dirus, der im späten Pleistozän die größte Art der Hunde darstellte.
Folgende Arten sind bekannt:
- Borophagus littoralis (spätes Miozän)
- Borophagus pugnator (spätes Miozän)
- Borophagus orc (spätes Miozän)
- Borophagus parvus (spätes Miozän)
- Borophagus secundus (spätes Miozän)
- Borophagus hilli (spätes Miozän)
- Borophagus dudleyi (spätes Miozän)
- Borophagus diversidens (Pliozän)